# 宝幢寺 (八潮市)
宝幢寺（ほうどうじ）は、埼玉県八潮市にある真言宗豊山派の寺院。

## 歴史
創建年代は不明である。ただ1534年（天文3年）寂の宥慶阿闍梨によって開山された。開山の経緯は不明である。
かつては鐘楼と山門が一体化した「鐘楼門」の形式であったが、1942年（昭和17年）の金属供出により梵鐘を供出、後に撤去された。
現在の本堂は1974年（昭和49年）に新築されたものである。

## 交通アクセス
- 路線バスエイトアリーナ入口停留所より徒歩3分。

## 関連文献
- 「鶴ケ曽根村 宝幢寺」『新編武蔵風土記稿』 巻ノ204埼玉郡ノ6、内務省地理局、1884年6月。NDLJP:764008/22。